# Volcán Michiranda
El Volcán Michiranda es un volcán chileno ubicado al oeste del lago Reñihue y a 35 km al NE de Chaitén, en la Región de los Lagos. También es llamado Michimahuida, Michimavida, Michinmavida o Minchinmávida.

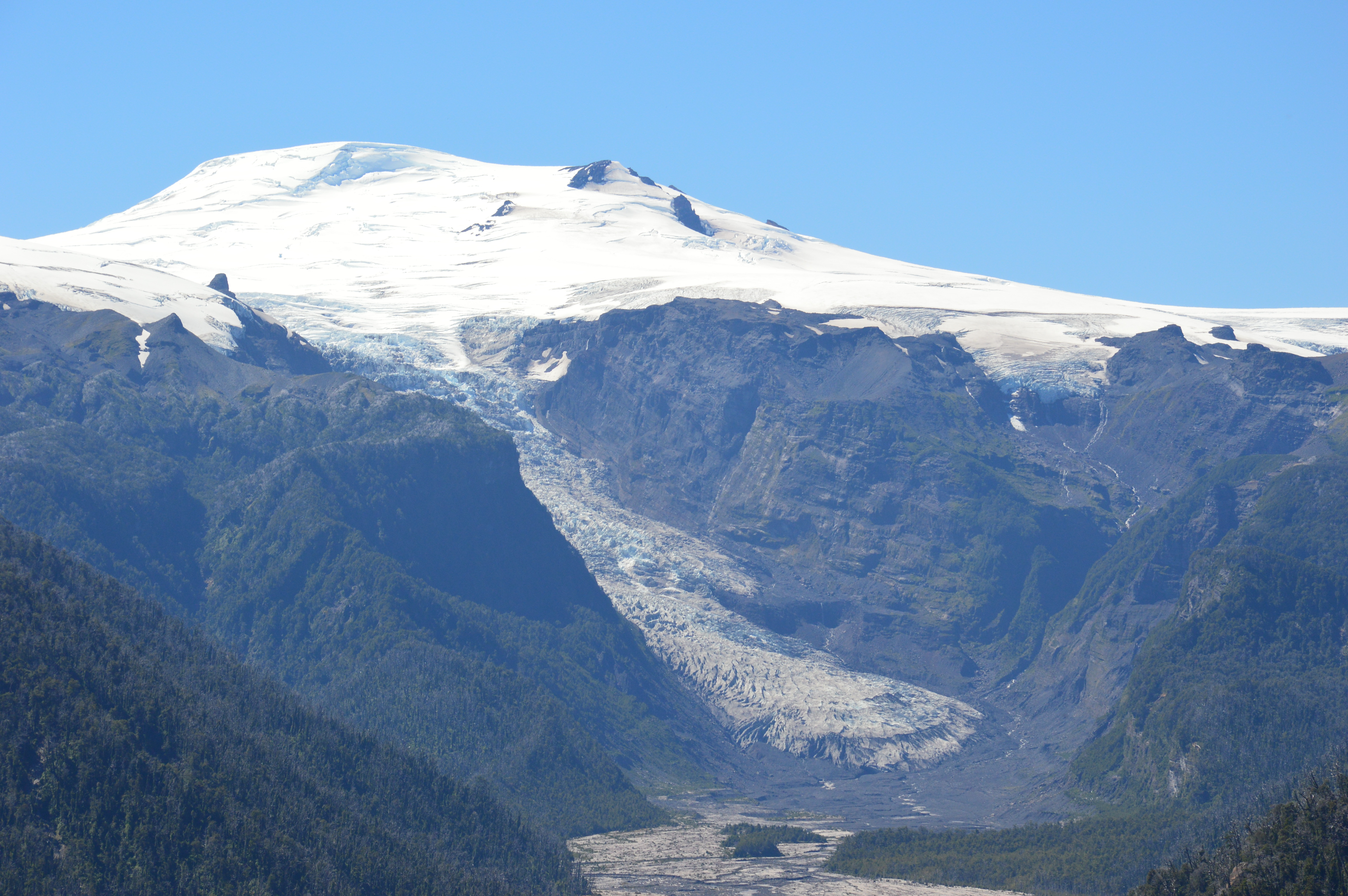
Vista del volcán y sus glaciares.

## Toponimia
El volcán recibe su nombre del mapudungun Michi-randa, "Bajo la montaña".

## Geografía
El Michinmahuida es un estratovolcán cubierto de glaciares, con una cumbre plana y una alargada caldera en dirección NE a SO de 3 km, con un joven centro eruptivo en el lado ENE del complejo. Según expertos, durante el holoceno tuvo dos erupciones de gran magnitud dejando depósitos de material extendidos hacia el este. 
Hay reportes de una erupción por 1742. Charles Darwin, en su viaje por la Patagonia, observó y registró en 1834 una erupción del volcán. La última erupción conocida se produjo entre febrero y marzo de 1835 con fluidos de lava y lahares que alcanzaron la costa en Punta Chana.
En mayo de 2008, con la erupción inesperada del Cerro Chaitén, se creyó durante las primeras horas que el Michinmahuida había sido el volcán que había entrado en erupción.